# Басанта, Хосе Мария
Хосе́ Мари́я Баса́нта Паво́не (исп. José María Basanta Pavone; родился 3 апреля 1984 года в Трес-Сархентос, Аргентина) — аргентинский футболист, защитник. Выступал в сборной Аргентины. Участник Чемпионата мира 2014 года.

## Клубная карьера
Басанта воспитанник футбольной академии клуба «Бока Хуниорс». Изначально выступал на позиции левого вингера, но позднее был переведён в центр обороны. За молодёжный состав «Боки» Хосе Мария выступал с Карлосом Тевесом и Матиасом Сильвестре. Басанта не смог пробиться в основу клуба и был вынужден уйти в «Эстудиантес». 6 марта 2005 года в матче против «Аргентинос Хуниорс» он дебютировал в аргентинской Примере. 1 апреля 2006 года в поединке против «Велес Сарсфилд» Хосе Мария забил свой первый гол за «Эстудиантес».
В 2006 году Хосе Мария испытывал сложности с попаданием в состав и поэтому перешёл в «Олимпио» на правах аренды. В команде он быстро стал одним из лидеров и помог клубу выиграть Примеру B. После возвращения из аренды, Басанта вновь играл нерегулярно.
Летом 2008 года он перешёл в мексиканский «Монтеррей». Сумма трансфера составила 850 тыс. евро. 27 июля в матче против «Пуэблы» Басанта дебютировал в мексиканской Примере. 5 апреля 2009 года в поединке против «Атласа» он забил свой первый гол за «Монтеррей». В том же году Хосе Мария выиграл Апертуру 2009. В 2010 году он вновь повторил этот успех. В составе «Монтеррея» Басанта трижды подряд выиграл Лигу чемпионов КОНКАКАФ. В 2012 году он принял участие в Клубном чемпионате мира в Японии, где клуб занял третье место. В 2013 году Хосе Мария получил мексиканское гражданство. В том же году он во второй раз принял участие в Клубном первенстве мира в Марокко. В первом матче против «Раджа Касабланка» Басанта забил гол. С того же года он был выбран капитаном команды.
После чемпионата мира в Бразилии Басанта перешёл в итальянскую «Фиорентину». Сумма трансфера составила 3,5 млн. евро. 29 октября в матче против «Удинезе» он дебютировал в Серии А. 11 января 2015 года в поединке против «Палермо» Хосе Мария забил свой первый гол за «фиалок». Летом 2015 года в поисках игровой практики Басанта вернулся в «Монтеррей» на правах аренды, а по её окончании был выкуплен клубом за 1 млн. евро.

## Международная карьера
26 марта 2013 года в матче отборочного турнира Чемпионата мира 2014 против сборной Боливии Басанта дебютировал за сборную Аргентины. В 2014 году Хосе Мария попал в заявку национальной команды на участие в Чемпионате мира в Бразилии. На турнире он сыграл в матчах против сборных Швейцарии и Бельгии. По итогам турнира Басанта стал обладателем серебряной медали.

## Достижения
Командные
 «Олимпио»
- Примера B Насьональ — Апертура 2006
- Примера B Насьональ — Клаусура 2007

 «Монтеррей»
- Чемпионат Мексики по футболу — Апертура 2009
- Чемпионат Мексики по футболу — Апертура 2010
- Обладатель Кубка чемпионов КОНКАКАФ — 2010/2011
- Обладатель Кубка чемпионов КОНКАКАФ — 2011/2012
- Обладатель Кубка чемпионов КОНКАКАФ — 2012/2013

Командные
 Аргентина
- Чемпионат мира по футболу — 2014